# 骷髏畫鎮區 (愛荷華州傑克遜縣)
骷髏畫鎮區（英語：Tete Des Morts Township）是位於美國愛荷華州傑克遜縣的一個行政鎮區。

## 地方資料
根據2010年美國人口普查的數據，骷髏畫鎮區的面積為89.43平方千米，當中陸地面積為83.81平方千米，而水域面積為5.62平方千米。當地共有人口941人，而人口密度為每平方千米10.52人。